# Сураханский район
Сураханский район города Баку (азерб. Suraxanı rayonu) — административная единица Азербайджана, один из 12 административных районов города Баку. Расположен в юго-восточной части Апшеронского полуострова.

## История
Сураханский район — один из самых древних населённых регионов Апшеронского полуострова. Наибольшее развитие поселения района получили в конце XIX века, когда в Азербайджане бурными темпами стала развиваться нефтедобыча. Многие из известных в то время нефтепромышленников имели здесь нефтеносные участки.
В 1880 году была построена первая железная дорога в Азербайджане «Баку — Сураханы» для соединения Баку с нефтяными промыслами. Является действующей по настоящее время.
Район как административная единица был образован в мае 1920 года как Орджоникидзевский район города Баку в честь Григория Орджоникидзе. В 1990 году был переименован в Сураханский район.

### Современный период
29 мая 2021 сдано в эксплуатацию новое здание Сураханского районного суда.
6 января 2022 года сдано в эксплуатацию новое здание мечети «Ханым Фатимеи Захра».

## Общие сведения
Площадь района — 122 км2. Количество жителей — 222 004 чел. (на 1 января 2022 года). Плотность населения — 1819 чел. на 1 км2.

## Административное устройство
В состав района входят посёлки Амирджан, Бюльбюля, Карачухур, Говсан, Ени-Сураханы, Зых, Йени Гюнешли, Деде Коркуд.

## География
Район расположен на юго-востоке Баку. 13 км территории района окружены Каспийским морем. По территории района проходит Самур-Апшеронский канал.

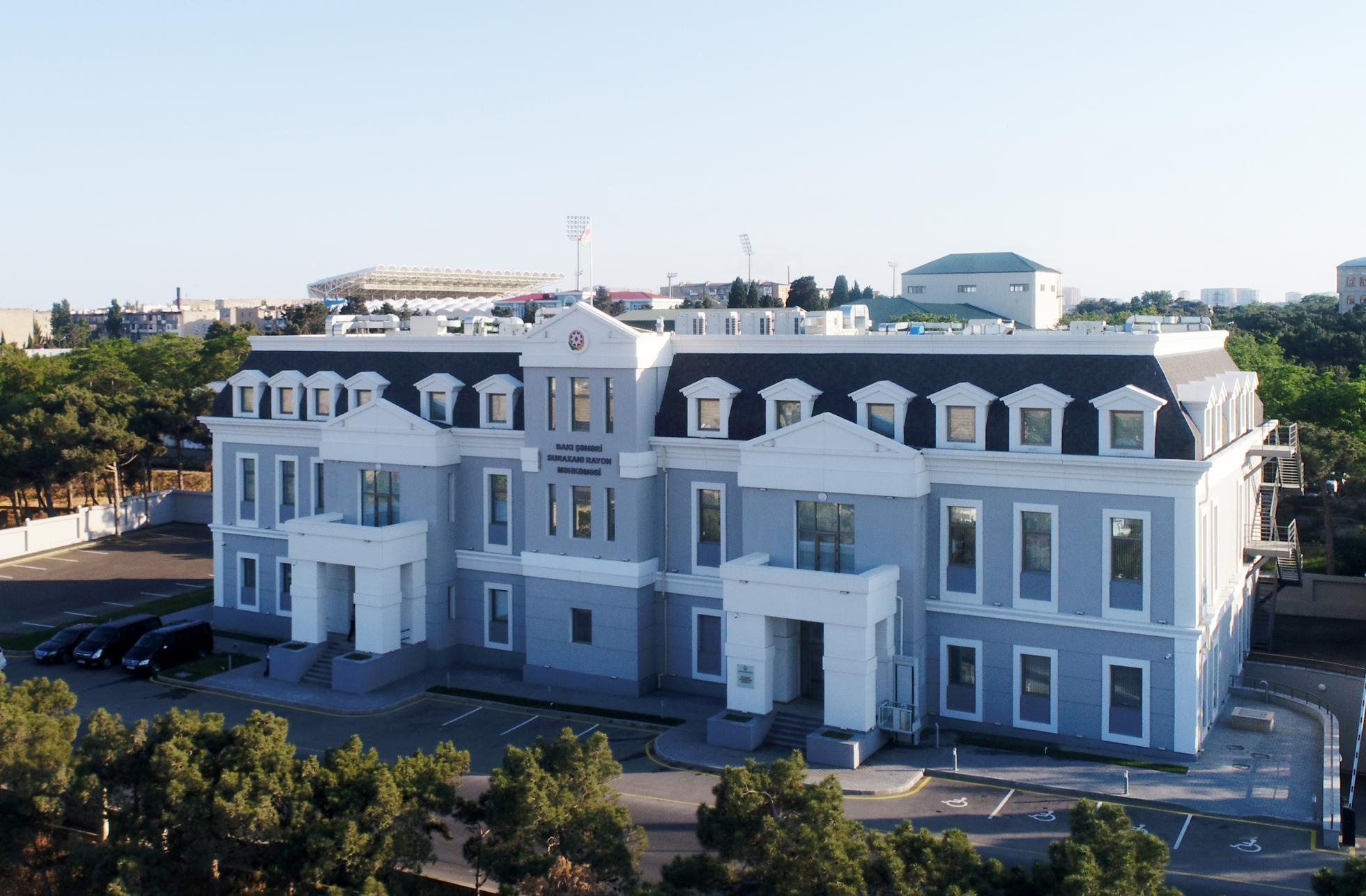
Сураханский районный суд Май 2021

## Экономика
На территории района расположены 47 крупных промышленных предприятий. Основу экономики составляют нефтяная и машиностроительная промышленность. Развивается выращивание оливок.

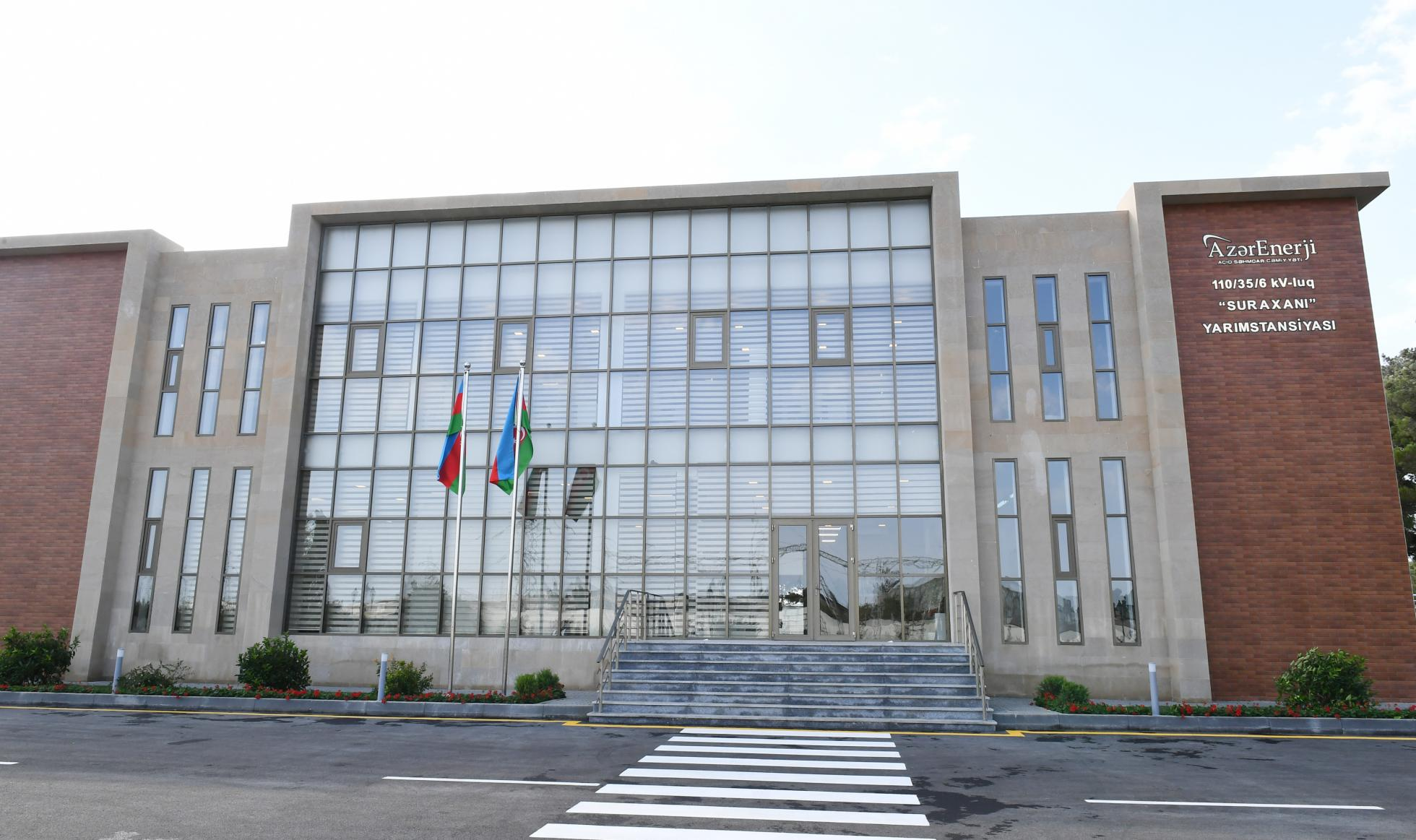
Сураханская электрическая подстанция Август 2021

## Инфраструктура
На территории расположены 1 высшее учебное заведение, 35 общеобразовательных учреждений, 1 детский дом, 6 библиотек, 17 учреждений здравоохранения.
Протяжённость автомобильных линий составляет 566 км.
В районе расположены 32 парка отдыха, 8 дворцов и домов культуры.
В 1932 году в районе была построена электрическая подстанция «Сураханы». В 2021 году подстанция была капитально реконструирована. Подстанция снабжает Сураханский, часть Сабунчинского и Хазарского районов Баку.
Действует мечеть «Ханым Фатимеи Захра». Первоначальное здание мечети было двухэтажным и было рассчитано на 500-550 прихожан. Так как посетителей мечети было больше, было построено новое здание мечети. 6 января 2022 года новое здание было открыто. Вместимость мечети увеличилась до 1800 человек. Мечеть выполнена в стиле мечетей Абшерона с шебеке. Купол мечети высотой 25 м., два минарета — по 42 м.

## Главы
Первые секретари районного комитета партии:
- Яков Агарунов (1938—1941)
- Анвар Гараханов (1952—)
- Генрих Писман
- Солмаз Гаджиева (1960—1968)
- Лидия Трофимова (1975—1978)
- Михаил Болотников (1978—?)
- Виолетта Третьякова (1983—?)
- Юрий Щедрин[азерб.] (1987—1991)

С 1991:
- Назим Гаджизаде (? — 31 июля 1992)[6]
- Дарвин Агамалиев (31 июля 1992 — 16 февраля 1995)[6][7]
- Гаджибала Абуталыбов (16 февраля 1995 — 17 января 2000)[8][9]
- Натиг Мехдиев (4 апреля 2000 — 9 ноября 2005)[10][11]
- Ильгар Аббасов[азерб.] (21 декабря 2005 — 12 ноября 2019)[12][13]
- Азиз Азизов (12 ноября 2019 — 8 июля 2024)[14]
- Адиль Алиев (с 8 июля 2024)[15]

## Достопримечательности
На территории района располагается архитектурно-исторический комплекс Атешгях — святыня огнепоклонников, мечеть Низамеддина XIV век, двухминаретная Джума мечеть (1905 год). В посёлке Амираджаны находится дом-музей известного азербайджанского художника Саттара Бахлулзаде.